# 9800
9800（九千八百、きゅうせんはっぴゃく）は、自然数または整数において、9799の次で9801の前の数である。

## 性質
- 9800は合成数であり、約数は1, 2, 4, 5, 7, 8, 10, 14, 20, 25, 28, 35, 40, 49, 50, 56, 70, 98, 100, 140, 175, 196, 200, 245, 280, 350, 392, 490, 700, 980, 1225, 1400, 2450, 4900, 9800である。
  - 約数の和は26505。
  - 約数の和が奇数になる168番目の数である。1つ前は9604、次は9801。
  - 約数を36個もつ78番目の数である。1つ前は9702、次は9984。
- 9800 = 23 × 52 × 72
  - 3つの異なる素因数の積で p 3 × q 2 × r 2 の形で表せる7番目の数である。1つ前は8712、次は12168。(オンライン整数列大辞典の数列 A179695)
- 9800 = 2 × 702
  - n = 70 のときの 2n 2 の値とみたとき1つ前は9522、次は10082。(オンライン整数列大辞典の数列 A001105)
- 9800 = 8 × 352
  - n = 35 のときの 8n 2 の値とみたとき1つ前は9248、次は10368。(オンライン整数列大辞典の数列 A139098)
- 約数の和が9800になる数は2個ある。(4188, 5596) 約数の和2個で表せる446番目の数である。1つ前は9702、次は9942。
- 各位の和が17になる660番目の数である。1つ前は9710、次は10079。

## その他 9800 に関連すること
- パソコンにPC-9800シリーズがある。
- 三菱鉛筆が発売する鉛筆のブランドの1つ。